# Aghdam (quận)
Aghdam (tiếng Azerbaijan:Aǧdam) là một quận thuộc Azerbaijan. Dân số thời điểm năm 2012 là 153292 người.